# Songs of Darkness, Words of Light
Songs of Darkness, Words of Light – ósma płyta studyjna brytyjskiego zespołu My Dying Bride wydana 23 lutego 2004 roku przez wytwórnię płytową Peaceville. Nagrania zostały zarejestrowane w Academy Studios w Dewsbury we współpracy z producentem muzycznym Robertem „Magsem” Magoolaganem. Mastering odbył się w Abbey Road Studios w Londynie.

## Lista utworów
Opracowano na podstawie materiału źródłowego.
| Nr | Tytuł utworu               | Długość |
| -- | -------------------------- | ------- |
| 1. | „The Wreckage of My Flesh” | 8:45    |
| 2. | „The Scarlet Garden”       | 7:49    |
| 3. | „Catherine Blake”          | 6:32    |
| 4. | „My Wine in Silence”       | 5:53    |
| 5. | „The Prize of Beauty”      | 8:02    |
| 6. | „The Blue Lotus”           | 6:33    |
| 7. | „And My Fury Stands Ready” | 7:45    |
| 8. | „A Doomed Lover”           | 7:54    |
|    |                            | 59:13   |

## Twórcy
Opracowano na podstawie materiału źródłowego.
| Zespół My Dying Bride w składzie - Aaron Stainthorpe – śpiew - Andrew Craighan – gitara, produkcja - Hamish Glencross – gitara - Adrian Jackson – gitara basowa - Shaun Steels – perkusja - Sarah Stanton – instrumenty klawiszowe |  | Inni - Robert „Mags” Magoolagan – produkcja, inżynieria dźwięku, miksowanie - Andy Green – oprawa graficzna albumu |